# Cimitirul evreiesc Filantropia din București

Capela Cimitirului Filantropia

Cimitirul Filantropia este unul din cele trei cimitire israelite care au rămas în prezent în București. Cimitir al evreilor așkenazi inaugurat în 1865, este situat pe Bd. Ion Mihalache nr. 89-91.  Pe o suprafață de 69.000 mp se găsesc 29.000 de morminte.

Mormântul Dr. Jacob Niemirower

## Personalități înhumate în cimitir
În cimitir odihnesc multe personalități ale culturii din România, între care Iosif Sava, Hero Lupescu, Moni Ghelerter, dr. Leon Ghelerter, Max Bănuș, Nicolae Cajal și Mihail Sebastian. O alee din cimitirul “Filantropia” poartă numele traducătorului și poetului Barbu Nemțeanu (pseudonimul literar al lui Benjamin Deutsch).
Printre morminte se găsește și cel al lui Iacob Marmorosch, care a avut Banca Marmorosch Blank și care a finanțat efortul de război al României în Primul Război Mondial.
Aici au fost transferate și o parte din osemintele din cimitirului Sevastopol, desființat și evacuat în timpul regimului Ion Antonescu.

## Cimitirul eroilor
Pe aleea principală și în mijlocul cimitirului există două monumente ridicate în memoria evreilor, cetățeni români, căzuți pentru Țară în Primul Război Mondial.
Monumentele sunt încadrate în stânga și în dreapta de mormintele acestor eroi. Anual are loc o comemorare organizată de Federația Comunităților Evreiești din România și Ministerul Apărării Naționale din România.

## Monumente istorice
Două monumente din Cimitirul Filantropia, și anume Mormântul Dr. Iuliu Barasch (B-IV-m-B-20108) și Monumentul eroilor din 1916-1918 (B-IV-m-B-20109) sunt înscrise în Lista monumentelor istorice din municipiul București (2004). Doctorul Barasch, o personalitate cunoscută pe plan cultural și științific, a fost printre cei înmormântați la cimitirul din strada Sevastopol și apoi mutați la Filantropia la desființarea primului.

## Vezi și
- Cimitirul evreiesc Giurgiului din București
- Cimitirul evreiesc Sefard din București
- Fostul cimitir evreiesc Sevastopol din București

## Legături externe
- Dumitru C.:February 2003, at the Filantropia Cemetery in Bucharest (galerie foto Arhivat în 22 aprilie 2016, la Wayback Machine.
- The Art Deco style gate of a Bucharest Jewish cemetery, 28/03/2012[nefuncțională]
, Valentin Mandache, architectural historian, Historic Houses of Romania – Case de Epoca
- HISTORIC JEWISH SITES IN ROMANIA Arhivat în 3 februarie 2017, la Wayback Machine.,  și Attachment I: Pictures of Select Sites Arhivat în 3 februarie 2017, la Wayback Machine., United States Commission for the Preservation of America’s Heritage Abroad, 2010
- Memoria cimitirelor evreiești, Federația Comunităților Evreiești din România cu sprijinul Ministerului Culturii și Cultelor, 2007
- Cimitirele evreiesti (sefard si ashkenaz) Arhivat în 2014, la Wayback Machine., metropotam.ro